# Krebsnebel
Der Krebsnebel (seltener Krabbennebel, früher auch Crab-Nebel von englisch Crab Nebula, katalogisiert als M 1 und NGC 1952) im Sternbild Stier ist der Überrest der im Jahr 1054 beobachteten Supernova, in dem sich ein Pulsarwind-Nebel gebildet hat. Er befindet sich im Perseus-Arm der Milchstraße und ist etwa 1900 Parsec (6200 Lichtjahre) von der Erde entfernt. 
Der mit fast 1500 Kilometer pro Sekunde expandierende Nebel erstreckt sich in ovaler Gestalt gegenwärtig 4 auf 6 Bogenminuten am Firmament. In seinem Zentrum befindet sich der aus dem explodierten Ursprungsstern hervorgegangene Neutronenstern, der etwa 30 mal pro Sekunde (33 ms Periodendauer) um seine Achse rotiert und im Radiofrequenzbereich sowie im optischen, Röntgen- und Gammafrequenzbereich als Pulsar (sog. Krebs- oder Crabpulsar) nachweisbar ist. Der ihn umgebende Nebel ist von Filamenten durchzogen, die aus den äußeren Schalen des Ursprungssterns entstanden sind und zum größten Teil aus ionisiertem Wasserstoff und Helium bestehen. Hinzu kommen kleinere Anteile von Kohlenstoff, Sauerstoff, Stickstoff, Eisen, Neon und Schwefel, teilweise auch in Form von Staub.
Wegen seiner geringen scheinbaren Helligkeit kann der Krebsnebel nur durch Teleskope beobachtet werden und wurde erst mit deren systematischem Einsatz im 18. Jahrhundert entdeckt. Durch seine Nähe und als einer der jüngsten galaktischen Pulsarwind-Nebel gehört er seitdem zu den am intensivsten in der Astronomie erforschten Objekten.

## Erforschung

### Entdeckung und Erscheinungsbild des Nebels
Die nebelartige Erscheinung wurde im Jahr 1731 von John Bevis während der Anfertigung von Sternkarten sowie, davon unabhängig, von Charles Messier auf der Suche nach Kometen im August 1758 entdeckt. Während die Entdeckung von Bevis lange unveröffentlicht blieb, war es für Messier der Auslöser zur Erstellung seines Katalogs von Nebeln und Sternhaufen, in dem der Krebsnebel als erstes Objekt eingeordnet ist. Seine Form wird darin einer Kerzenflamme ähnelnd beschrieben.
Eine Abbildung des Nebels veröffentlichte John Herschel im Jahr 1833, die den Nebel als ovalen Sternhaufen zeigte – einen Aufbau, den er aufgrund einer von ihm erkannten Sprenkelung irrtümlich vermutete. Lord Rosse konnte den Nebel mit seinem großen Spiegelteleskop detailliert beobachten und publizierte eine Zeichnung im Jahr 1844. Ihm wird auch die Benennung als Krebsnebel häufig zugeschrieben, jedoch wurde die Ähnlichkeit der Filamente mit den Extremitäten eines Krebses, die in dieser Zeichnung besonders ausgeprägt ist, auch von Thomas Romney Robinson angedeutet. Gegen Ende des 19. Jahrhunderts publizierte Isaac Roberts, ein Pionier der Astrofotografie, erste Aufnahmen des Krebsnebels und befand, dass der Nebel auf seinen Aufnahmen den zuvor bekannten Zeichnungen nicht ähnelte.
Spektroskopische Untersuchungen in den 1910er Jahren von Vesto Slipher zeigten aufgrund von charakteristischen Spektrallinien, dass der Nebel aus Wasserstoff und Helium besteht. Er bemerkte, dass diese Spektrallinien aufgespalten sind, und vermutete den Stark-Effekt als Ursache. Roscoe Frank Sanford überlegte kurz darauf, dass auch entgegengesetzte Dopplerverschiebungen mit Geschwindigkeiten von −600 bis −1000 km/s und 1620 bis 1750 km/s die Aufspaltung erklären. Bei seinen Untersuchungen erkannte er zudem, dass der hellste Bereich blau leuchtet und ein kontinuierliches Spektrum besitzt. Diese Resultate wurden später von Walter Baade durch Aufnahmen mit schmalbandigen Filtern bestätigt, die zudem zeigten, dass der helle bläuliche Bereich im Zentrum liegt und etwa 80 % der Helligkeit des Nebels ausmachte, während die Linienspektren von den Filamenten herrührten.
Im Jahr 1921 entdeckte Carl Otto Lampland anhand von zeitlich verschieden weit zurückliegenden Aufnahmen, dass sich die Struktur insbesondere im Zentrum des Krebsnebels über die Zeit hinweg verändert – eine Eigenschaft, die bis auf drei andersartige Ausnahmen bei sonst keinem Nebel gefunden wurde.

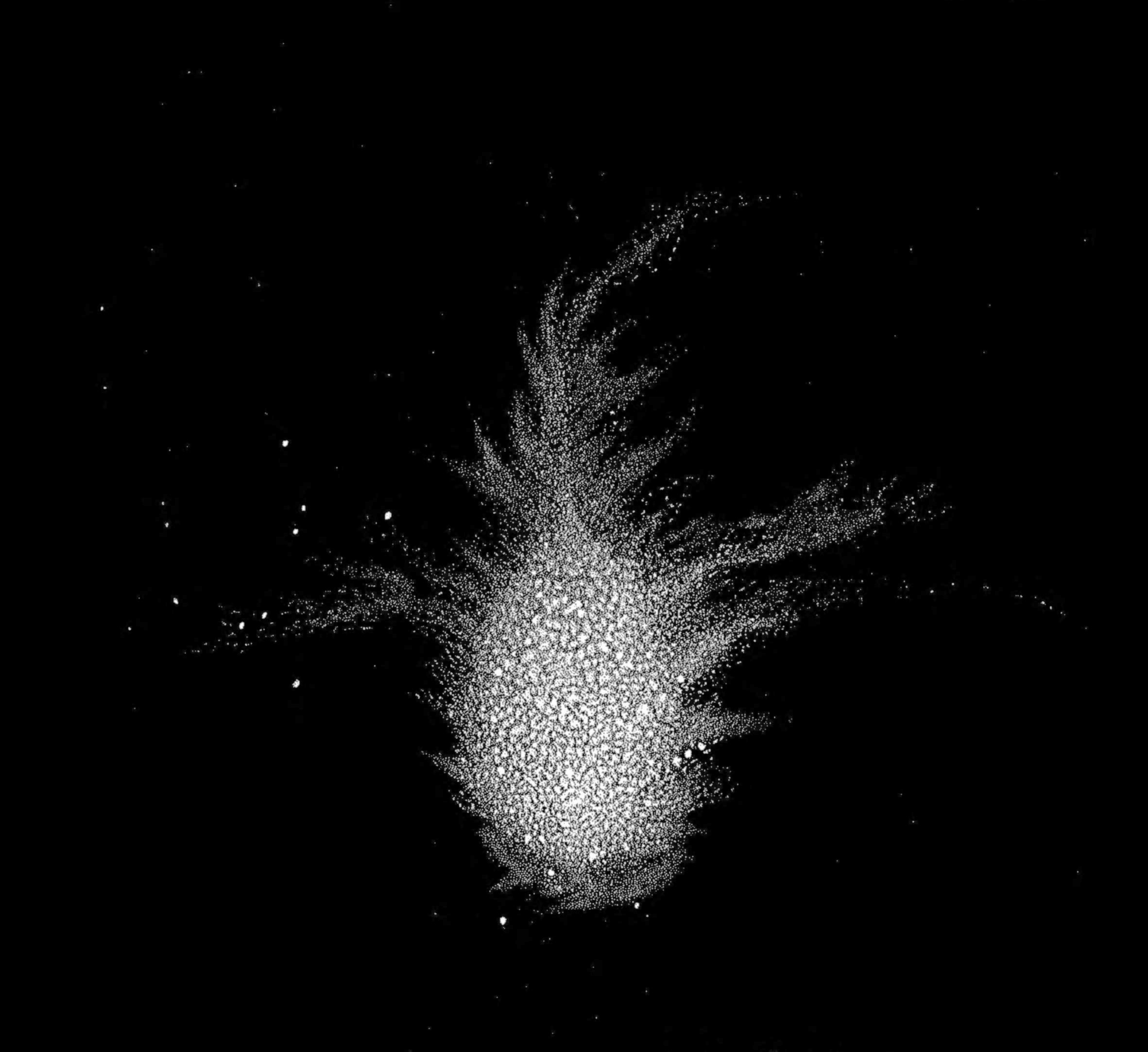
Skizze des Krebsnebels, Lord Rosse, 1844
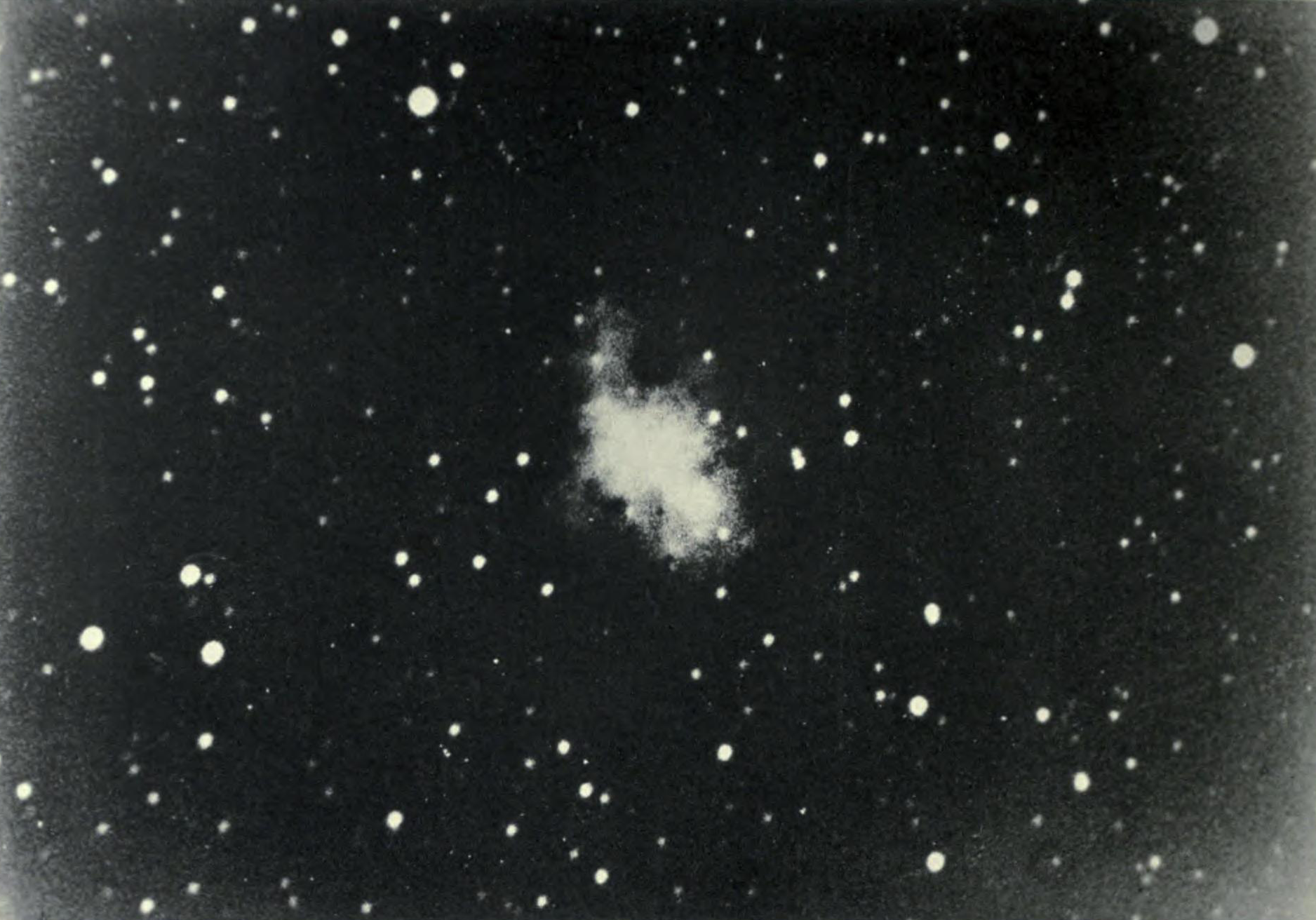
Isaac Roberts’ Aufnahme des Krebsnebels, 1895
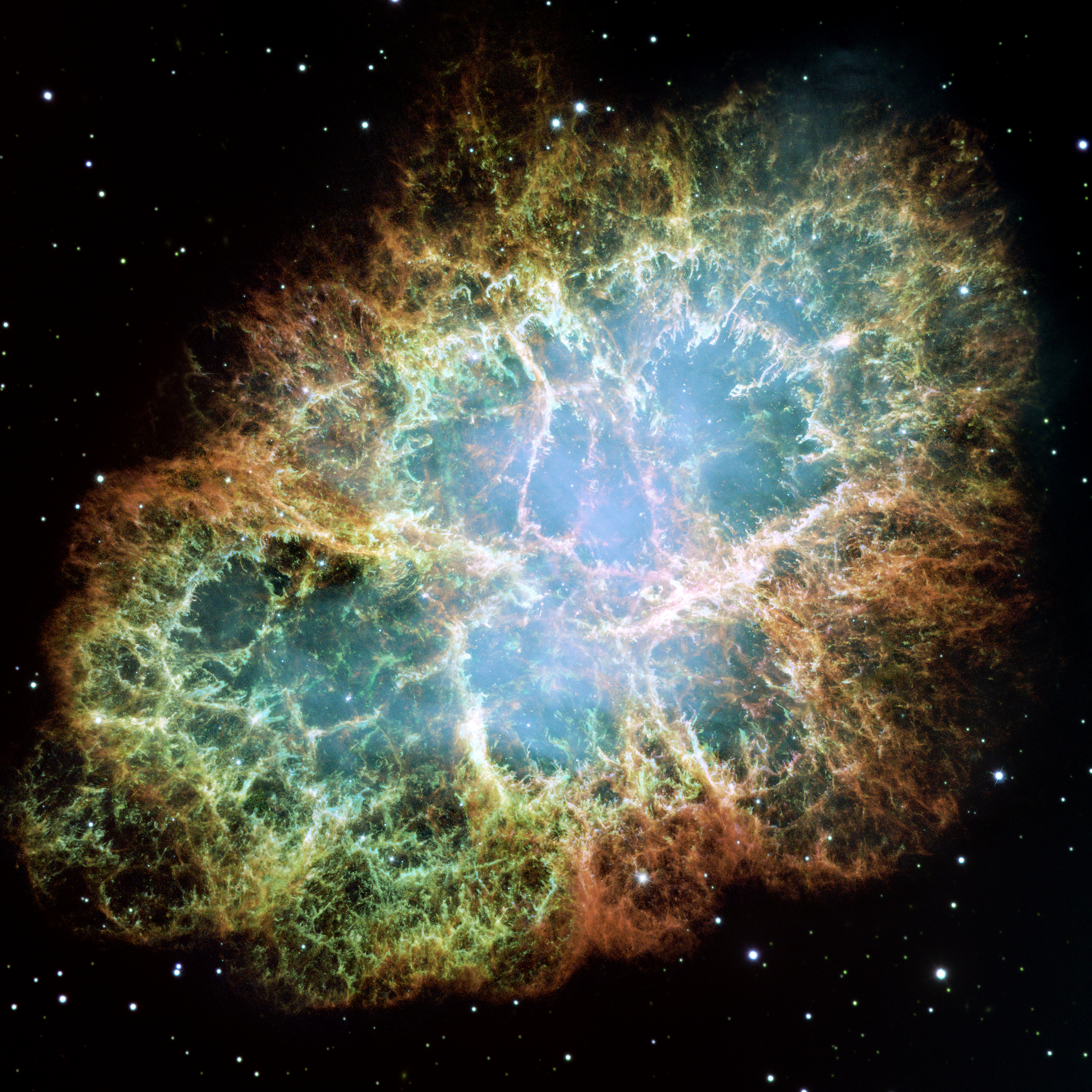
Die Aufnahme unter Verwendung von schmalbandigen Filter für die Strahlung von ionisiertem Sauerstoff und Schwefel zeigt die Filamente. Hubble-Weltraumteleskop, 2005

### Supernova
Aufmerksam geworden durch die Entdeckung Lamplands bestätigte John Charles Duncan kurz darauf anhand weiterer Aufnahmen die Veränderung im Krebsnebel und erkannte zudem, dass es sich bei der Veränderung im äußeren Bereich um eine Expansion handelt. Parallel dazu fiel Knut Lundmark auf, dass der Krebsnebel nahe der in chinesischen Schriften verzeichneten Nova aus dem Jahr 1054 liegt. Sieben Jahre später, 1928, schloss Edwin Hubble durch Zurückberechnung der Expansion auf die Entstehung des Krebsnebels in dieser Nova vor rund 900 Jahren.
Rund zehn Jahre später bestimmte Nicholas Ulrich Mayall anhand der Doppleraufspaltung der Spektrallinien die tatsächliche Ausdehnungsgeschwindigkeit zu 1300 km/s und ermittelte durch Vergleich mit der scheinbaren Expansion die Entfernung von 1500 Parsec (4900 Lichtjahre). Walter Baade und Knut Lundmark erkannten daraufhin, dass es sich aufgrund der großen Distanz zusammen mit der im Jahr 1054 beobachteten hohen Helligkeit um eine sogenannte Supernova handeln müsse, der Krebsnebel so aus einem Stern entstanden ist: Nur wenige Jahre zuvor hatte Walter Baade zusammen mit Fritz Zwicky postuliert, dass es neben einer Nova eine viel leuchtkräftigere, aber seltenere „Super-nova“ geben kann. Bei dieser explodiert ein massereicher Stern, wobei sich aus seinen äußeren Schichten ein expandierender Nebel bildet, während sein Kern zu einem Neutronenstern kollabiert.
Der im Zentrum des Nebels vermutete Neutronenstern wurde durch spektroskopische Untersuchungen von Rudolph Minkowski Anfang der 1940er Jahre bestätigt. Die Spektroskopien deuteten auf etwa eine Sonnenmasse bei einem Durchmesser von höchstens 2 % der Sonne und somit eine zumindest 180.000-fache Dichte und – was ihn von einem weißen Zwerg unterscheidet – eine Temperatur von 500.000 Kelvin. Zudem ergab sich die 30.000-fache Leuchtkraft der Sonne unter der Annahme, dass der Neutronenstern außerhalb des sichtbaren Spektrums dem Nebel dessen abgestrahlte Energie liefert; im sichtbaren Spektrum erreicht der Neutronenstern nur 16 mag.
Die Supernova ordnete Minkowski nach einem kurz zuvor von ihm entworfenen phänomenologischen Klassifikationssystem dem Typ I zu. Mit dem schrittweise verfeinerten und um physikalische Modelle ergänzten Klassifikationssystem wurde jedoch der Typ II-P immer plausibler.

### Synchrotronstrahlung
Im Jahr 1948 fand John Gatenby Bolton mit weiteren Wissenschaftlern an der Position des Nebels die Radioquelle Taurus A, und erkannte, dass die hohe Intensität wahrscheinlich nicht durch thermische Prozesse hervorgerufen wird. Hannes Alfvén und Nicolai Herlofson schlugen kurz darauf eine Synchrotronstrahlung als Erklärung vor, die von fast lichtschnellen Elektronen in einem starken Magnetfeld hervorgerufen wird. Im Jahr 1953 vermutete Iosef Shklovsky, dass auch das blaue Leuchten des Zentrums durch Synchrotronstrahlung hervorgerufen wird und dieses aufgrund des Magnetfelds polarisiert ist. Diese Polarisation wurde im Folgejahr nachgewiesen, die Quelle der Elektronen und des Magnetfelds blieben jedoch lange Gegenstand einer Kontroverse.

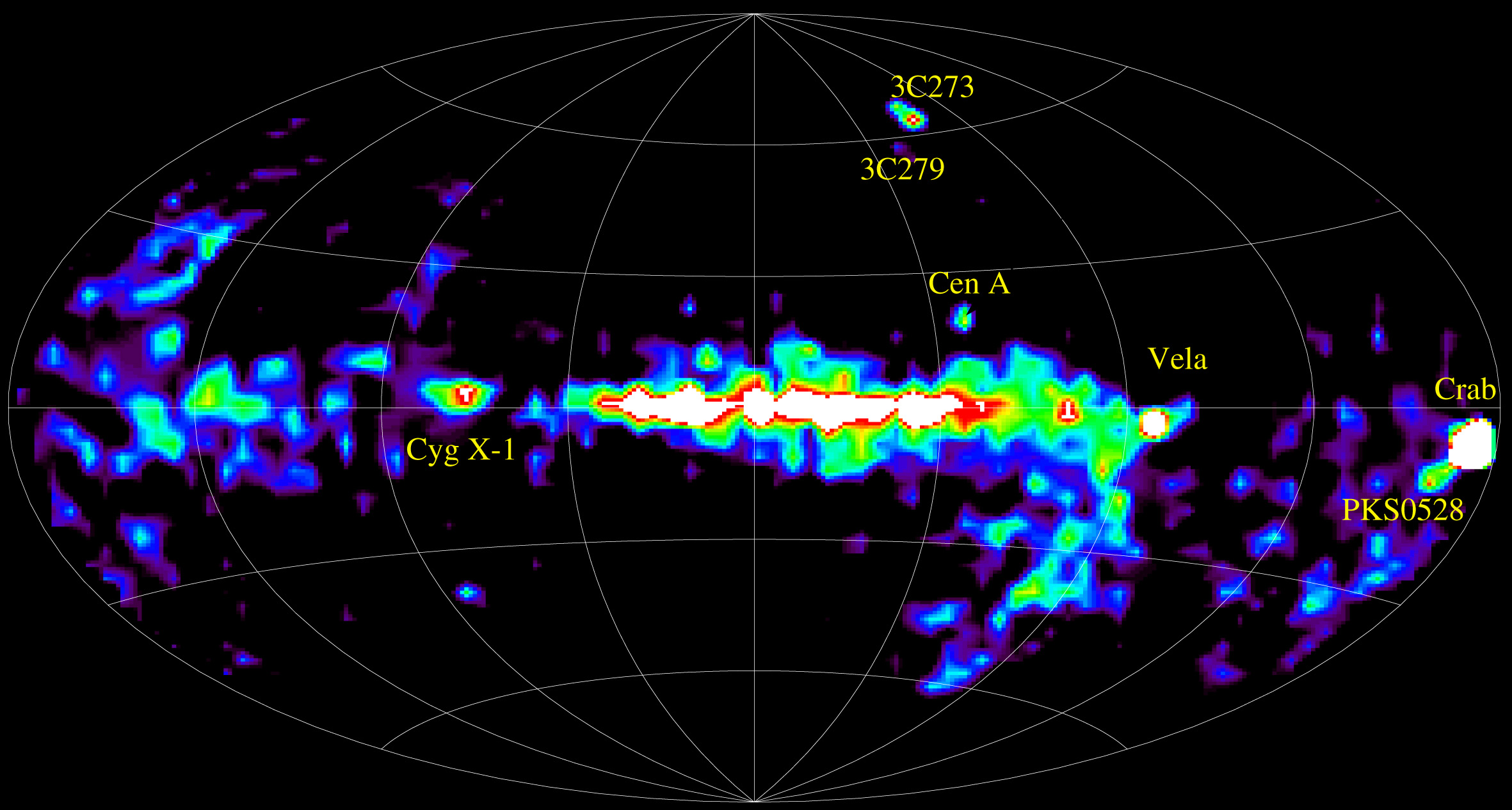
Gammastrahlung der Himmelssphäre: In der Bildmitte das galaktische Zentrum; ganz rechts, hell, der Krebsnebel

Erste röntgenastronomische Beobachtungen, die nur außerhalb der Atmosphäre möglich sind, wurden ab 1963 mit Aerobee-Raketen durchgeführt. Dabei wurden im Energiebereich zwischen 1,5 keV und 8 keV zunächst nur zwei sehr helle Röntgenquellen entdeckt und der Krebsnebel mit einer von ihnen, Taurus X-1, identifiziert. Dies gab auch Evidenzen für den Neutronenstern als Ursache des Magnetfeldes. Im Jahr 1967 erkannte man durch Instrumente an einem Höhenballon, dass es eine der stärksten Quellen für Gammastrahlung im Bereich bis 560 keV ist. Zu dieser Zeit begann man auch, Gammastrahlung bis in den Teraelektronenvolt-Energiebereich mit Hilfe von Tscherenkow-Teleskopen zu untersuchen und konnte diese im Laufe der 1970er Jahre immer deutlicher nachweisen. Beobachtungen mithilfe des Fermi Gamma-ray Space Telescope zeigten zudem ein gelegentliches, mehrere Tage anhaltendes starkes Auflodern der Aktivität. Im Jahr 2019 konnte Gammastrahlung mit über 100 TeV aus dem Krebsnebel nachgewiesen werden, womit er die erste bekannte Quelle derartiger Strahlung ist; im Jahr 2021  wurden Photonen mit PeV-Energie mithilfe des Large High Altitude Air Shower Observatory detektiert.

### Pulsar

Lichtkurve und Zeitlupenaufnahme des Pulsars im Zentrum des Krebsnebels. Aufnahme mit Einzelquantenkamera am 80-cm-Teleskop des Wendelstein-Observatoriums, Dr. F. Fleischmann, 1998

Mitte der 1960er Jahre überlegte Lodewijk Woltjer, dass ein Neutronenstern den magnetischen Fluss des Vorgängersterns zu einem enorm starken Magnetfeld in sich bündeln könnte. Etwas später folgerte Franco Pacini, dass, wenn dieser auch den Drehimpuls des Vorgängersterns behält und durch die Kontraktion schnell rotiert, er wie ein Dynamo riesige Energiemengen in den umgebenden Nebel abgibt.

Sequenz von Aufnahmen des Krebsnebel-Pulsars (rechts im Bild): Zeitlupe des sich alle 33 ms wiederholenden Haupt- und Nebenpulses

Motiviert durch den Bericht im Jahr 1968 über den ersten Pulsar – ein derartiger, zu pulsieren scheinender Neutronenstern  – durchmusterten David H. Staelin und Edward C. Reifenstein den Himmel und entdeckten im Bereich des Krebsnebels – und möglicherweise zu ihm gehörend – zwei pulsierende Radioquellen. Die Entdeckung erfolgte mit dem 90-Meter-Radioteleskop in Green Bank. Sie bezeichneten die Radioquellen mit NP 0527 und NP 0532. NP 0527 erwies sich schließlich als deutlich älter als die Supernova aus dem Jahr 1054, aber NP 0532 konnte als zum Krebsnebel zugehörig identifiziert werden. Die Pulsperiode von 33,09 ms und deren langsame Zunahme konnten bereits kurz nach der Entdeckung mit Hilfe des dreimal so großen Radioteleskop am Arecibo-Observatorium bestimmt werden. Ein Vergleich zeigte, dass der entsprechend der beobachteten Pulsation rotierende Neutronenstern mit einem Magnetfeld von 100.000.000 Tesla eine Leistung abgibt, die der durch Verlangsamung der Rotation freiwerdenden Rotationsenergie und zugleich etwa der gesamten Synchrotronstrahlung entspricht, wenn man einen Durchmesser des Pulsars von 24 km zugrunde legt; der Krebsnebel bezieht somit seine Energie aus dem allmählich langsamer rotierenden Neutronenstern wie aus einem Schwungrad.
Das Pulsieren konnte auch in anderen Spektralbereichen nachgewiesen werden. Bereits im Jahr 1969 wurde im optischen Bereich der Pulsar PSR B0531+21 mit dem Zentralstern des Krebsnebels identifiziert, kurz darauf im gleichen Jahr auch im Röntgenbereich. Die Pulse weisen einen Hauptpuls und einen Nebenpuls auf, wobei die Pulsform und Pulshöhe vom Spektralbereich abhängen; bei Gammastrahlung kann der Nebenpuls höher als der Hauptpuls ausfallen. Es gibt verschiedene Modelle des Pulsars, die diese Abstrahlung mit diesen Pulsformen beschreiben; bei einem ist beispielsweise das Magnetfeld um 45° gegen die Rotationsachse und diese um 67° gegen die Beobachtungsrichtung geneigt. Allerdings kann die Intensität dieser Pulse auch vereinzelt in einem Maße höher ausfallen, wie es bei sehr wenigen anderen Pulsaren beobachtet wurde. Diese Pulse höherer Intensität werden als Giant Pulse bezeichnet und treten mit der zehnfachen Energie im Mittel etwa alle zehn Minuten auf, können aber auch mit der 2000-fachen Energie auftreten. Nachfolgende Untersuchungen zeigten, dass sie teilweise nur 2 Nanosekunden lange Subpulse enthalten, so dass der Emissionsbereich kleiner als 1 Meter sein muss. Der Entstehungsmechanismus ist noch nicht umfassend geklärt.

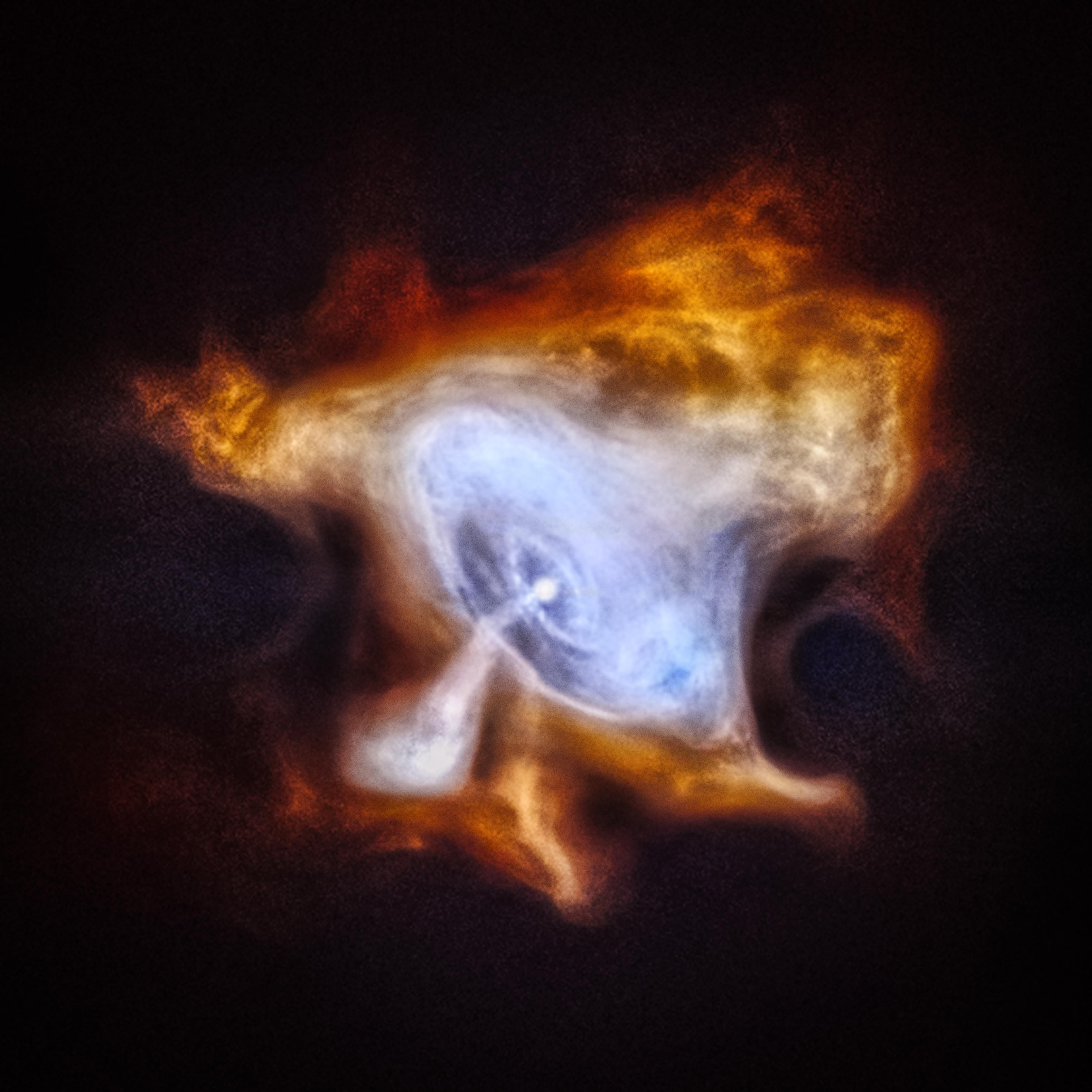
Röntgenstrahlung des Krebsnebels im Energiebereich 0,5–7,0 keV, Chandra-Weltraumteleskop

Aufgrund der Beobachtungen vermutete bereits im Jahr 1969 Wallace Hampton Tucker, dass ein sogenannter Pulsarwind aus den fast lichtschnellen geladenen Teilchen beim Auftreffen auf den umgebenden Nebel zu leuchten beginnt, und fünf Jahre später präzisierten Martin John Rees und James Edward Gunn, dass die relativistischen Elektronen und Positronen im toroidalen magnetischen Feld um den Pulsar entstehen und die Synchrotronstrahlung einsetzt, sobald diese mit dem Nebel kollidieren. Entlang der Rotationsachse bilden sich zudem durch das Magnetfeld geformte Jets aus relativistischen geladenen Teilchen, wie im Jahr 1984 berechnet wurde. Rund 10 Jahre später konnten diese Jets im Röntgen- und optischen Bereich mittels der nunmehr verfügbaren hochauflösenden Teleskope ROSAT, Hubble-Weltraumteleskop und Chandra-Weltraumteleskop nachgewiesen werden.

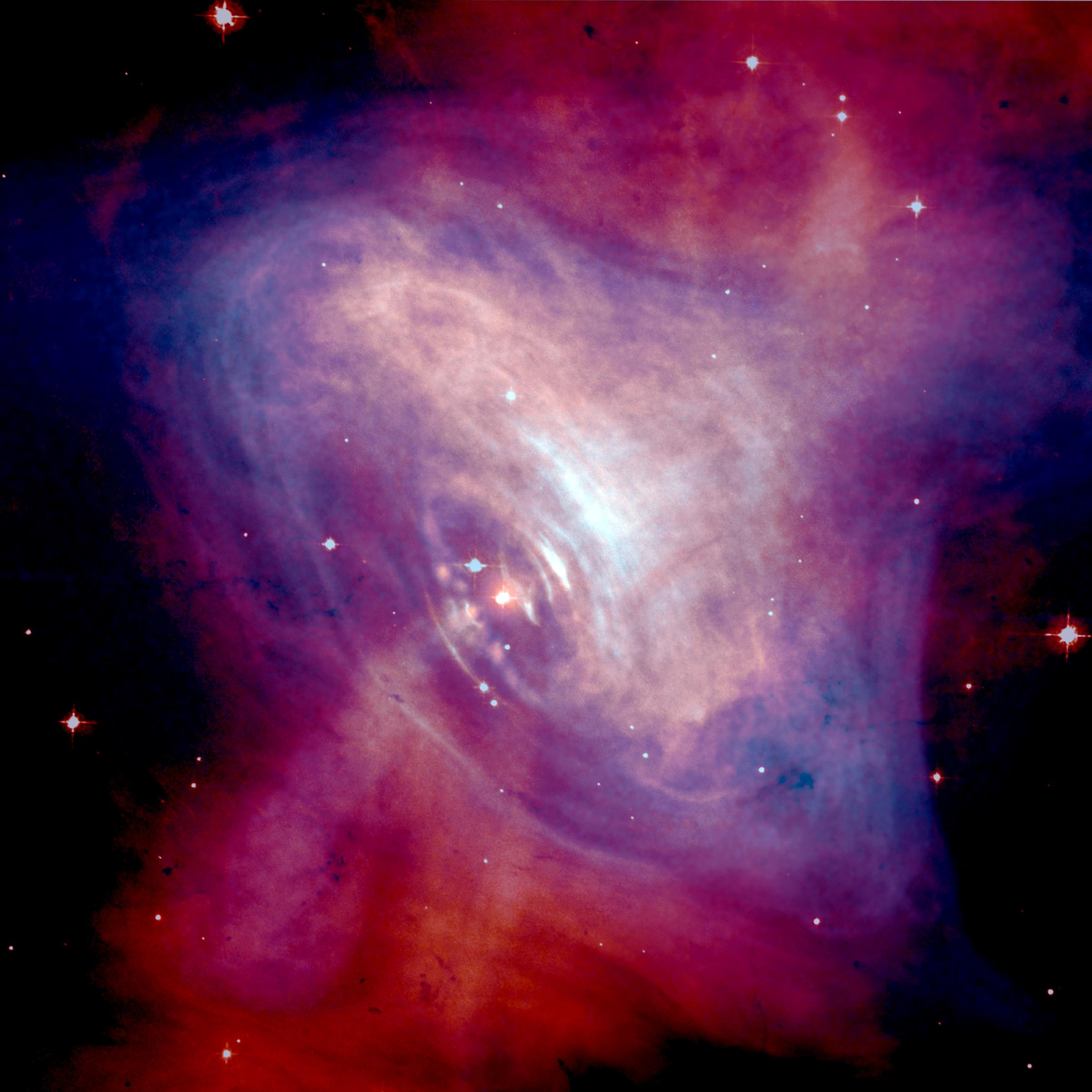
Zentrum des Krebsnebels, Überlagerung von Aufnahmen in den Bereichen des sichtbaren Lichts (rot) und der Röntgenstrahlen (blau). Man erkennt den eingebetteten Pulsar.

Nach neueren Untersuchungen wird für den Pulsar im Krebsnebel ein Durchmesser von 28 bis 30 km angenommen. Damit ergibt sich eine Energieabgabe von etwas mehr als dem 100.000-Fachen der Sonne. Die hohe abgestrahlte Energiemenge erzeugt die von Lampland entdeckte extrem dynamische Region im Zentrum des Krebsnebels, die sich mit dem hochauflösenden Hubble-Weltraumteleskop und dem Chandra-Weltraumteleskop eingehend beobachten lässt: Während die meisten Veränderungen von astronomischen Objekten so langsam geschehen, dass man sie erst nach vielen Jahren wahrnehmen kann, ändert sich das Innere des Krebsnebels innerhalb weniger Tage. Die Gebiete mit den stärksten Veränderungen im inneren Teil des Nebels sind an dem Punkt, wo die Jets des Pulsars mit dem umgebenden Material kollidieren und eine Stoßwelle bilden. Zusammen mit dem äquatorialen Wind erscheinen sie als eine Serie von büschelähnlichen Gebilden, die steil hervorwachsen, aufleuchten und dann verblassen, wenn sie sich vom Pulsar weg- und in den Nebel hineinbewegen.

### Filamente
Bereits im Jahr 1942 berichtete Walter Baade von Aufnahmen der Filamente mit schmalbandigen Filtern, mit denen er deren Ionisation durch charakteristische Spektrallinien von Wasserstoff nachwies. Durch genauere Untersuchungen der ebenfalls vorhandenen Spektrallinien von Sauerstoff und Helium konnte Donald Edward Osterbrock im Jahr 1957 deren Temperatur mit rund 15.000 Kelvin und Dichte mit 550 bis 3700 ionisierten Teilchen pro Kubikzentimeter bestimmen, was weitere Untersuchungen bestätigten. Kurz darauf vermutete man, dass die komplexe Gestalt der Filamente durch eine Rayleigh-Taylor-Instabilität an der Grenzschicht zwischen Neutronenstern und abgestoßenem Supernovarest hervorgerufen wird.
Neuere Untersuchungen zeigen, dass der Krebsnebel sich derzeit mit einer Geschwindigkeit von 1500 km/s ausdehnt. Rechnet man die Expansion zurück, erhält man ein Datum für die Bildung des Nebels, das auf mehrere Jahrzehnte nach 1054 verweist. Es scheint, als hätte sich der Nebel beschleunigt ausgedehnt. Man vermutet, dass die notwendige Energie für die Beschleunigung vom Pulsar stammt, der das Magnetfeld verstärkte, und dass dadurch die Filamente schneller vom Zentrum wegbewegt wurden. Unterschiede in der zurückberechneten Expansion der Filamente und des Polarwindnebels stützen zudem die Rayleigh-Taylor-Instabilität als Erklärung der Filament-Morphologie.

### Gesamtmasse
Abschätzungen der Masse des Krebsnebels waren anfangs wenig übereinstimmend. Minkowski nannte im Jahr 1942 zu der etwa 1 Sonnenmasse für den Neutronenstern weitere 15 Sonnenmassen für den umgebenden Nebel. Die Gesamtmasse der Filamente versuchte Osterbrock im Jahr 1957 zu bestimmen. Der sich ergebende Wert von wenigen Prozenten der Sonnenmasse wurde jedoch von nachfolgenden Untersuchungen nicht bestätigt, die auf die ein- bis fünffache Masse der Sonne hindeuten. Aus theoretischen Modellen von Supernovaexplosionen wurde geschlossen, dass der Stern zuvor jedoch eine Masse zwischen acht und zwölf Sonnenmassen gehabt haben musste. Lange vermutete man, dass die für eine Supernova zusätzlich erforderliche Masse in einer Hülle um den Krebsnebel liegen könnte, welche aber trotz Suche in unterschiedlichen Wellenlängen nicht gefunden wurde. Unter Berücksichtigung von Staub, der im fernen Infrarot mit dem Herschel-Weltraumteleskop beobachtet werden konnte, folgerte man im Jahr 2015 eine Gasmasse von sieben Sonnenmassen und eine Staubmasse von etwas weniger als einer Sonnenmasse. Zusammen mit dem Pulsar, der etwas mehr als eine Sonnenmasse aufweist, ergeben sich somit insgesamt rund neun Sonnenmassen. Neuere Analysen kommen jedoch zu einer um eine Größenordnung kleineren Staubmasse oder zu einer etwas größeren Gesamtmasse von 9,5–10 Sonnenmassen.

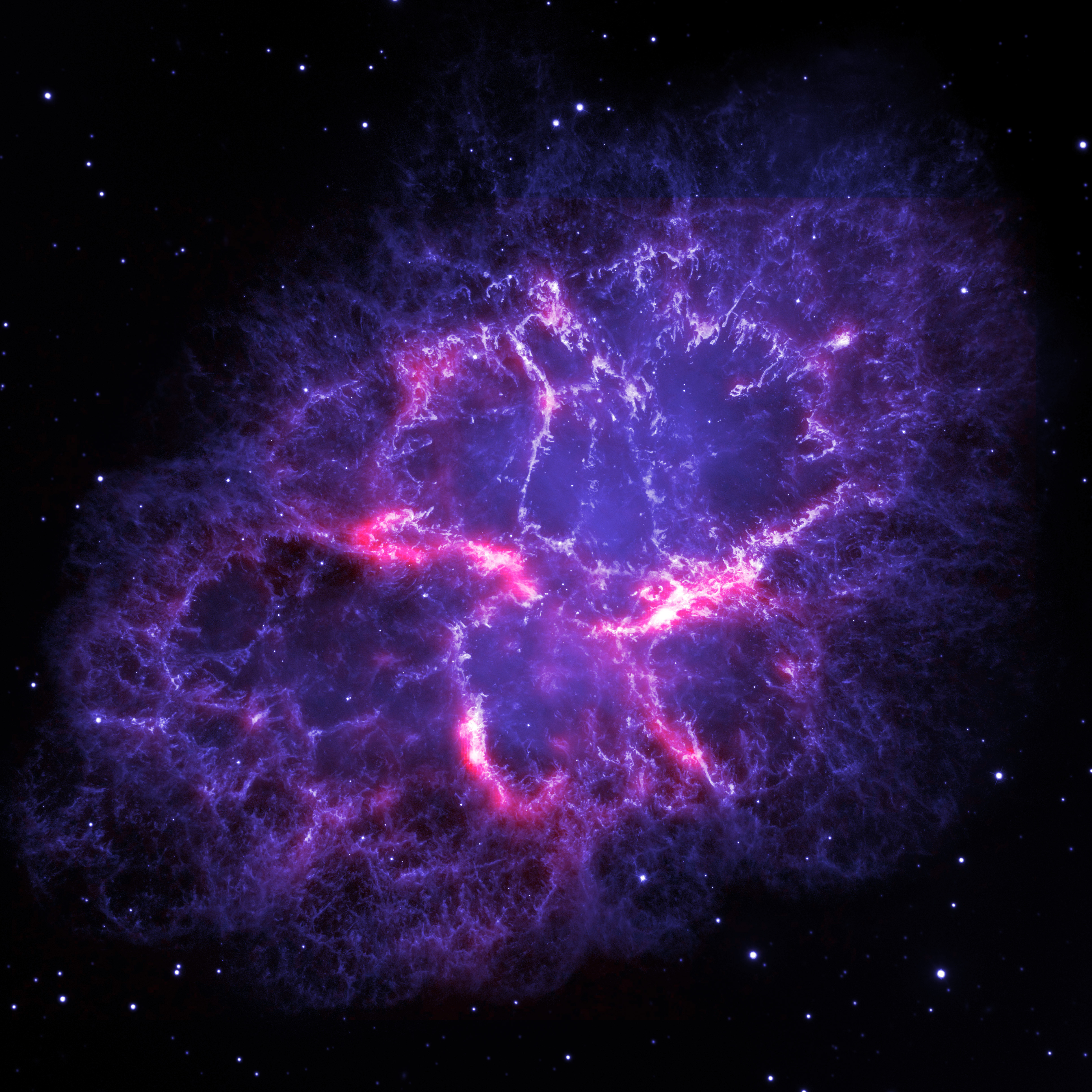
Im fernen Infrarot (Herschel-Weltraumteleskop), rot, wird die Staubverteilung entlang der Filamente deutlich.

### Entfernung
Eine genaue Bestimmung der Entfernung des Krebsnebels hat sich als schwierig erwiesen. Die von Mayall im Jahr 1937 beschriebene Methode zur Entfernungsbestimmung wurde vielfach nachvollzogen und lieferte je nach gewähltem Vorgehen Werte von 1030 Parsec bis 2860 Parsec. Anhand von Annahmen über das interstellare Medium und den durch dieses hervorgerufenen Absorptionen in verschiedenen Spektralbereichen gelangte man auf einen sehr ähnlichen Wertebereich; physikalische Gründe, wie der Vergleich mit anderen Supernovae oder das Intensitätsverhältnis von Emissionslinien, sprechen für Entfernungen von 1800–2000 Parsec. Da eine Reihe anderer etablierter Methoden zur Entfernungsbestimmung aufgrund von Besonderheiten des Krebsnebels versagt, wurde häufig der von Virginia Trimble aus den genannten Messungen um 1970 gemittelte Wert von 2000 ± 500 Parsec genutzt.
Eine Parallaxenbestimmung gelang erstmals im Jahr 2018 optisch mithilfe der Raumsonde Gaia. Sie deutete auf eine Entfernung von eher 3000 Parsec hin und ließ Entfernungen von weniger als 2400 Parsec unwahrscheinlich erscheinen. Längere Beobachtungen mit Gaia verminderten dann statistische Fehler, womit sich im Jahr 2020 eine Entfernung von 2000 Parsec mit einem 95%-Konfidenzintervall von 1620–2560 Parsec ergibt. Im Jahr 2023 wurde die Parallaxe radioastronomisch mithilfe des European VLBI ermittelt und eine Entfernung von 1900+220-180 Parsec bestimmt.

## Transit von Körpern des Sonnensystems

Farbcodierte Animation verschiedener Spektralbereiche:
rot: Radiobereich (VLA); gelb: IR (Spitzer Space Telescope); grün: sichtbares Spektrum (HST); blau: UV (XMM-Newton); violett: Gammastrahlung (Chandra X-ray Observatory)

Da der Krebsnebel nur rund 1,5° von der Ekliptik entfernt ist, können der Mond und manchmal auch Planeten, von der Erde aus gesehen, diesen Nebel scheinbar am Himmel durchqueren oder streifen. Die Sonne selbst durchquert den Nebel nicht, dafür aber ihre Korona. Solche Ereignisse helfen, den Nebel und die Objekte vor dem Nebel besser zu erforschen, indem man untersucht, wie sich die Strahlung des Nebels ändert.
Mondtransits wurden verwendet, um die Quellen der Röntgenstrahlen im Nebel zu finden. Bevor man Satelliten wie das Chandra X-Ray Observatory hatte, die die Röntgenstrahlung beobachten konnten, hatten Röntgenbeobachtungen meist eine geringe Auflösung. Wenn sich jedoch der Mond vor den Nebel schiebt, kann man die Helligkeitsänderungen des Nebels verwenden, um Karten der Röntgenstrahlenemission des Nebels anzufertigen. Als man das erste Mal Röntgenstrahlen im Krebsnebel beobachtet hatte, wurde der Mond, als er den Nebel am Himmel streifte, verwendet, um die genaue Position der Röntgenstrahlung auszumachen.
Die Sonnenkorona verdeckt den Krebsnebel jeden Juni. Durch Veränderungen der Radiowellen des Krebsnebels kann man auf die Dichte und Struktur der Sonnenkorona schließen. Die ersten Beobachtungen offenbarten, dass die Sonnenkorona viel ausgedehnter ist als bis dahin angenommen; spätere Beobachtungen zeigten, dass sie beachtliche Dichteschwankungen aufweist.
Sehr selten wandert der Saturn vor dem Nebel vorüber. Sein Transit am 4./5. Januar 2003 war der erste seit dem 31. Dezember 1295jul.; der nächste wird am 5. August 2267 stattfinden. Mit Hilfe des Chandra X-Ray Observatory wurde der Saturnmond Titan genauer untersucht. Dabei stellte sich heraus, dass auch um Titan Röntgenstrahlung emittiert wurde. Der Grund liegt in der Absorption der Röntgenstrahlung in seiner Atmosphäre. Dadurch erhielt man für die Dicke von Titans Atmosphäre einen Wert von 880 km. Der Saturntransit selbst konnte nicht beobachtet werden, da Chandra zu der Zeit den Van-Allen-Gürtel durchquerte.

## Beobachtbarkeit
Beobachten lässt sich der Krebsnebel mit Teleskopen von Europa aus am besten in den Wintermonaten, da er sich dann weit oberhalb des Horizonts befindet: Die Kulmination für 10° Ost ist am 4. Januar um 23 Uhr. In Teleskopen mit 50 –75 mm Apertur erscheint er als ovaler Fleck, ab 130 mm sind weitere Strukturen zu erkennen. Die Filamente zeigen sich erst in einem Teleskop mit 400 mm Apertur bei einem guten Seeing von besser als 2 Bogensekunden. Spektralfilter für die O-III-Linie heben Strukturen hervor und Polarisationsfilter lassen die komplex örtlich variierenden Polarisationseffekte erkennen.
Es gibt Berichte über die Beobachtung des Pulsierens des Pulsars durch das Okular eines größeren Teleskops.